# Driebanden
Driebanden is een spelvorm van carambolebiljart waarbij de regel geldt dat de speelbal minimaal drie keer een van de randen van de tafel moet hebben geraakt alvorens de tweede aanspeelbal te raken. Het driebanden is een van de spelvormen van carambolebiljart die zijn ingevoerd omdat sterke spelers in het libre te gemakkelijk caramboles maken.

## Wedstrijdpraktijk
In een driebandenwedstrijd in de Nederlandse competitie wordt gespeeld om wie het eerst 50 (vroeger 60) caramboles maakt. Bij 25 punten krijgen de spelers de mogelijkheid kort te pauzeren. In een teamwedstrijd spelen 2 teams van elk 4 spelers tegen elkaar. Voor elke gewonnen partij krijgt een team 2 punten.
Een driebandenwedstrijd in een internationaal toernooi bestond uit sets van 15 punten. In de voorronde moesten 2 sets gewonnen worden en in het hoofdtoernooi 3 sets om verder te gaan naar de volgende ronde. Per 2013 is het spelen van sets grotendeels weer verlaten omdat partijen lang konden duren. Afhankelijk van het soort kampioenschap worden nu partijen van 50, 40 of 30 punten gespeeld.
Om de tijdsduur van partijen in de hand te houden krijgt men slechts een bepaalde tijd per beurt. Een gebruikelijke regeling is 40 seconden per beurt, met in een partij over 50 punten driemaal de mogelijkheid om 40 seconden extra te nemen.

## Wereldrecords
De hoogste serie in grote wedstrijden staat op 28 caramboles. Junichi Komori was in 1993 de eerste die hierin slaagde, Raymond Ceulemans volgde in 1998, waarna ook Roland Forthomme in 2012 en Frédéric Caudron in 2013 dit evenaarden. Ceulemans bezat vanaf 1968 het vorige record met een serie van 26. In een klein wedstrijdje heeft hij er zelfs weleens 32 gemaakt, wat de vooralsnog theoretische mogelijkheid opent dat een partij over 30 punten in één beurt uitgespeeld wordt. Ook de Koreaan Cho Myung Woo heeft een serie van 32 in een trainingswedstrijdje gespeeld, een serie die op internet te vinden is.

De hoogste geprolongeerde serie staat op naam van Dick Jaspers. In een wedstrijd over sets in 2008 (finale Europees Kampioenschap) speelde hij de eerste set uit met een serie van 13, voor de volgende set van 15 punten had hij slechts één beurt nodig, waarna hij in de derde set startte met een serie van 6. Samen maakt dat 34 caramboles.

Het partijrecord over 50 punten staat op naam van Eddy Merckx, die in 2011 slechts zes beurten nodig had voor een partij, zijn beurten waren 4, 9, 26, 7, 0 en 4 punten. Zijn moyenne was dus 8.333 caramboles per beurt. Deze cijfers leiden in theorie tot een partij over 40 punten in 3 beurten, hij speelde er immers 42 in 3 opeenvolgende beurten.

In partijen over 40 punten staat het record op 4 beurten (moyenne 10.000); Dick Jaspers vestigde dit record in 2018 in Maagdenburg. Hij speelde series van 5, 11, 2 en 22 caramboles. 
Bij de oude partijlengte van 60 punten zette Torbjorn Blomdahl in 1996 het record op 15 beurten, een moyenne van 4.000.

## Nederland en België
België heeft anno 2013 vanaf René Vingerhoedt in 1949 tot en met hierboven genoemde Eddy Merckx met zijn tweede wereldtitel in 2012 zes verschillende wereldkampioenen, van wie Raymond Ceulemans met zijn 21 titels wereldrecordhouder is. De andere Belgische wereldkampioenen zijn Ludo Dielis, Jozef Philipoom en Frédéric Caudron. Vingerhoedt werd ook nog eens negen maal Europees kampioen.
Nederland heeft anno 2013 vanaf Henk Robijns in 1930 tot en met Dick Jaspers met zijn vierde wereldtitel in 2018 drie verschillende wereldkampioenen. De andere Nederlandse wereldkampioen is Rini van Bracht, die in 1971 op 19-jarige leeftijd al eens tweede was geworden en daarbij de tot dat moment onaantastbare Ceulemans zijn eerste nederlaag in een wereldkampioenschap toe had gebracht. Nederland won in 1998, 1999 en 2016 het wereldkampioenschap voor landenteams.
Bij de dames veroverde Therese Klompenhouwer viermaal de wereldtitel en acht keer de Europese titel.